# Elymotrigia austroaltaica
Elymotrigia austroaltaica är en gräsart som beskrevs av Kotukhov. Elymotrigia austroaltaica ingår i släktet Elymotrigia och familjen gräs. Inga underarter finns listade i Catalogue of Life.